# Ollastra
Ollastra är en ort och kommun i provinsen Oristano i regionen Sardinien i Italien. Kommunen hade 1 212 invånare (2017).